# Пробота (Ясси)
Пробота (рум. Probota) — село у повіті Ясси в Румунії. Входить до складу комуни Пробота.
Село розташоване на відстані 344 км на північ від Бухареста, 25 км на північ від Ясс.

## Населення
За даними перепису населення 2002 року у селі проживали 1192 особи, з них 1191 особа (99,9%) румунів. Усі жителі села рідною мовою назвали румунську.